# Système judiciaire du Canada
 (octobre 2020).
Si vous disposez d'ouvrages ou d'articles de référence ou si vous connaissez des sites web de qualité traitant du thème abordé ici, merci de compléter l'article en donnant les références utiles à sa vérifiabilité et en les liant à la section « Notes et références ».
Le système judiciaire du Canada s'organise autour de plusieurs tribunaux se distinguant par leur niveau de compétence (fédéral ou provincial et territorial) et par leur spécialisation (jeunesse, violences familiales, toxicomanie). Il comporte quatre niveaux de juridiction : les tribunaux inférieurs (cours provinciales et territoriales), les cours supérieures et la Cour fédérale, les cours d’appel et la Cour suprême du Canada. L'ensemble du système est sous l'autorité de cette dernière qui en constitue le tribunal d'appel en dernier ressort.
La Loi constitutionnelle de 1867, à son article 91(27), accorde au gouvernement fédéral la compétence exclusive en matière criminelle. Il est également responsable des cours fédérales ainsi que des cours supérieures et d'appel des provinces et des territoires. Les provinces se voient quant à elles attribuer la compétence en matière de droit civil – sauf pour quelques domaines d'exception comme l'immigration ou les brevets – et sont responsables de l'administration de la justice dans leur juridiction. La connexion complexe entre les pouvoirs fédéraux et provinciaux est l'une des caractéristiques de la Constitution du Canada.

## Tribunaux de niveau provincial et territorial

### Cour provinciale et territoriale
Il existe deux significations distinctes du terme cour provinciale. La première est que la cour provinciale est une cour établie par l'assemblée législative, selon son autorité constitutionnelle confiée par la constitution pour l'administration de la justice. La Loi constitutionnelle de 1867 accorde à la province le droit de règlementer la constitution ainsi que le maintien et l'organisation des tribunaux de juridiction criminelle en tant que privé et la procédure civile. Tous les tribunaux établis par la province, qui inclut les cours municipales et la cour des petites créances, jusqu'à la cour supérieure de la province sont considérées des cours provinciales dans ce sens.
Cependant, il y a une signification plus limitée du terme cour provinciale. Dans la plupart des provinces, le terme est utilisé pour décrire des tribunaux établis par la province en tant que tribunal de première instance pour des poursuites criminelles. Cette cour est habituellement la cour de première comparution pour des procès criminels, sauf les plus sérieux. La cour provinciale pourrait aussi avoir une juridiction limitée dans les domaines civils, les petites créances ainsi que certains domaines de la loi familiale. La façon dont la cour provinciale fonctionne dépend en grande partie de la province particulière. Dans ce sens, des cours provinciales sont des juridictions limitées définies par la loi (aussi connu sous le nom de cours inférieures). En tant que des cours de juridiction limitée, leurs décisions sont souvent soumises à la vérification juridique par des tribunaux supérieurs.
Pour distinguer entre les deux significations, une capitalisation est utilisée. La forme minuscule parle d'une cour de juridiction générale de la province. La forme majuscule parle d'une cour de juridiction limitée définie par la loi.

### Cour supérieure provinciale et territoriale
Le terme cour supérieure a aussi deux définitions différentes, l'une générale et l'autre spécifique. 
La première définition décrit ces tribunaux des cours de juridiction inhérente. Ces décisions ne sont pas soumises à la vérification, excepté quand il est prévu dans la loi. Ce terme n'est pas exclusif aux cours de procès criminel. La cour d'appel fédérale ainsi que les cours d'appel provinciales sont toutes des cours supérieures. Elles sont considérées des cours supérieures, car leur personnel est nommé et payé par le gouvernement fédéral. Uniquement leurs décisions dans des matières de droit criminel en tant que public ont la force de loi partout dans le pays.
Dans le contexte limité, le terme cour supérieur peut être utilisé de décrire le tribunal de procès criminel supérieur de la province. Cette cour est dont responsable pour les processus criminels les plus sévères. Cette terminologie est utilisée principalement dans les systèmes judiciaires du Québec et de l'Ontario.
Cette différence est aussi indiquée par une capitalisation. La forme minuscule parle d'une cour de juridiction supérieure de la province. La forme majuscule parle d'une cour supérieure spécifique d'une province.

### Cour d'appel provinciale et territoriale
La cour d'appel est le tribunal final de la province dans les matières de droit civil. Toutes les décisions provenant de ces cours ont force de loi uniquement dans la province. Elles sont considérées des cours supérieures, car leur personnel est nommé et payé par le gouvernement fédéral. Uniquement leurs décisions dans des matières de droit criminel en tant que public ont la force de loi partout dans le pays. Ces décisions peuvent être appelées qu'à la Cour suprême du Canada. Le nom de ce tribunal varie selon la province, mais normalement il est désigné par les mots suprême ou supérieur ou par le terme générique cour d'appel

## Tribunaux de compétence fédérale
En addition au système judiciaire des provinces, il existe un système de tribunaux fédéraux conçu spécifiquement pour les litiges exclusivement en matière fédérale. Ces tribunaux ont été créés par les lois fédérales dont ils ne sont pas des tribunaux de juridiction inhérente. 

### Justice militaire
Le système judiciaire des forces armées est aussi règlementé par la loi fédérale, en vertu de la Loi sur la défense nationale. Les tribunaux militaires sont les seuls tribunaux admissibles à juger des crimes impliquant des opérations militaires. 

### Cour fédérale
La Cour fédérale est un tribunal fédéral responsable pour décider des procès en matière de loi fédérale. Il n'est pas un tribunal de juridiction inhérent car les procès dont le tribunal est admissible à décider sont déterminés par le statut fédéral. Le tribunal est un tribunal inférieur fédéral. Il a été créé le 2 juillet 2003, à la suite de sa séparation d'avec le tribunal précédent. La cour est composée d'un juge en chef et 32 juges adjoints, ainsi que son personnel de soutien. 
La cour est admissible à décider les procès dans les juridictions suivantes :
- Revue judiciaire des décisions concernant l'immigration
- Revue judiciaire des décisions de la Commission d'appel des anciens combattants
- Disputes concernant la propriété intellectuelle
- Disputes concernant la loi maritime
- Disputes contre Sa Majesté le roi du Chef du Canada

Certaines juridictions peuvent être partagées avec les tribunaux provinciaux ou fédéraux, selon le statut spécifique. La cour possède l'autorité d'entreprendre une revue judiciaire des décisions des commissions fédérales et des tribunaux administratifs ainsi que de résoudre des disputes contre le gouvernement fédéral. Des décisions de la Cour fédérale peuvent être appelées à la Cour d'appel fédérale. À cause de son statut en tant que cour fédérale, ses décisions peuvent être appliquées partout au pays, sans le besoin de certification par certains tribunaux de la province.

### Cour d'appel fédérale
La Cour d'appel fédérale est une cour supérieure qui prend des décisions de la Cour fédérale. Ce tribunal, comme le tribunal inférieur, décide exclusivement dans les domaines de la loi fédérale. Les cours peuvent aussi décider des disputes de la Cour canadienne de l'impôt.

### Cour canadienne de l'impôt
La Cour canadienne de l'impôt est responsable pour décider exclusivement des disputes concernant les impôts fédéraux entre les individus ou des commerces et l'Agence du revenu du Canada (ARC).

### Cour suprême du Canada

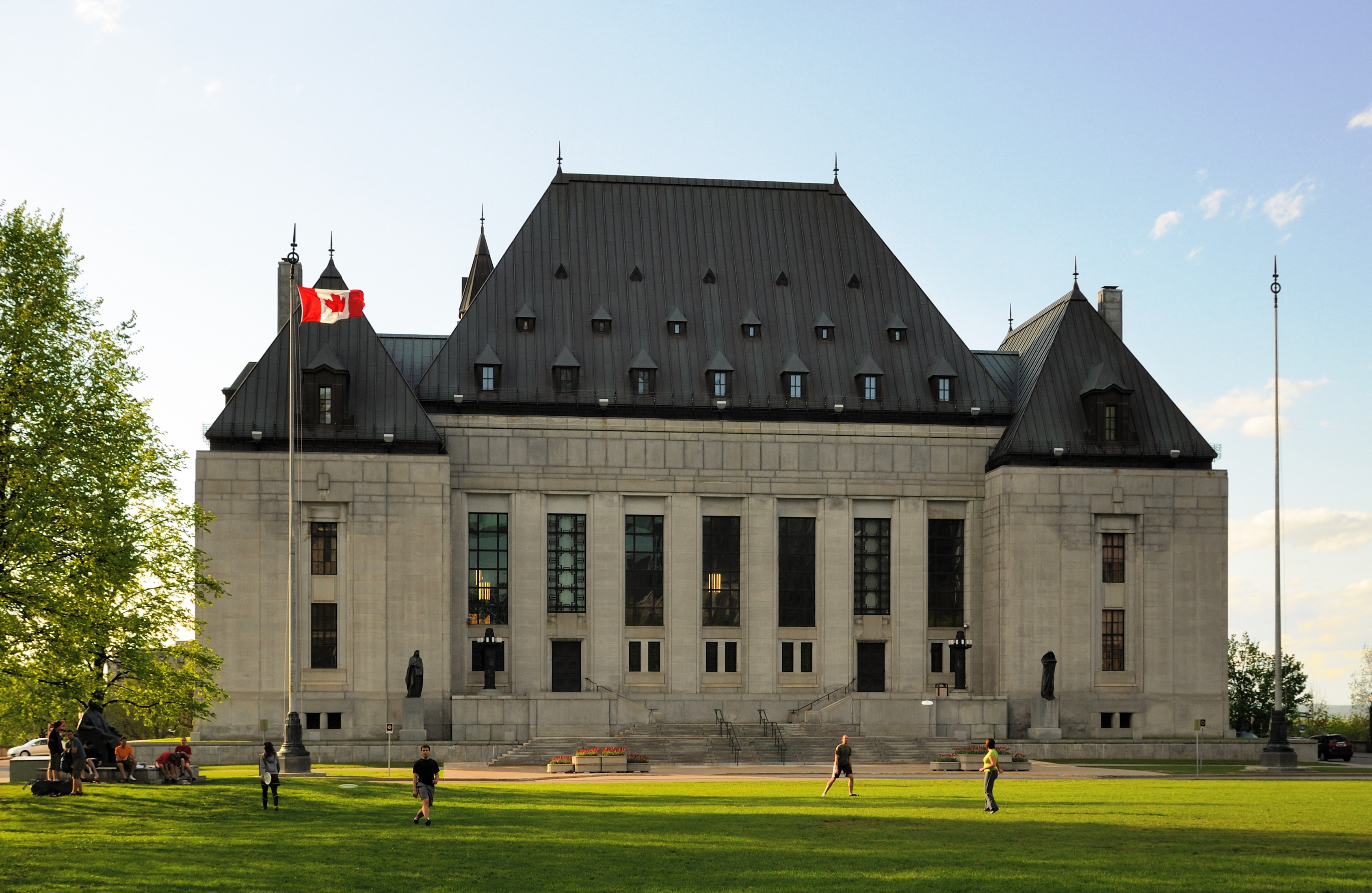
Édifice de la Cour suprême du Canada à Ottawa

La Cour suprême est la cour d'appel générale du Canada. La Cour est composée de neuf juges - un juge en chef et huit juges adjoints - désignés par le gouverneur général sur recommandation du premier ministre. La loi impose que trois des juges nommés à la Cour proviennent du Québec. Les autres postes sont traditionnellement répartis entre l’Ontario (trois juges), l’Ouest canadien (deux juges) et les provinces de l’Atlantique (un juge). La Cour siège à Ottawa et prend ses décisions à la majorité des voix.
La Cour suprême constitue l'ultime recours juridique pour toutes les décisions judiciaires que ce soit en matière civile, criminelle, administrative ou constitutionnelle. En matière de droit privé, elle est compétente pour le droit du Québec (de tradition civiliste) autant que pour le droit des autres provinces (tradition de common law).
La première fonction de la Cour suprême est donc celle d'une cour d'appel. Elle ne peut être saisie que lorsque toutes les autres voies de recours ont été épuisées et sur son autorisation préalable. Cette dernière n'est cependant pas nécessaire en matière criminelle lorsqu'un juge siégeant au comité d’une cour d’appel a exprimé son désaccord quant à l'interprétation de la loi. De plus toute personne qui a été condamnée par une cour d'appel alors qu'elle avait été acquittée lors du procès initial peut également, sans autorisation préalable, interjeter appel auprès de la Cour suprême.
La Cour suprême assure par ailleurs une fonction de conseil et d'expertise en matière d'interprétation de la loi. Elle examine donc les renvois du Gouverneur général en conseil en matière de constitutionnalité et d'interprétation de la loi, qu'elle soit fédérale, provinciale ou territoriale. Dans ce domaine, la Cour peut également être amenée à statuer en appel sur des renvois adressés par les gouvernements locaux à leur cour d'appel provinciale ou territoriale respective.

## Histoire
En février 2019, une personne chargée de proposer des candidats pour occuper des postes dans les cours de justice provinciales et fédérales, nominations qui relèvent du gouvernement du Canada, exprime ses inquiétudes à propos des processus de sélection. Il affirme avoir subi des pressions émanant du cabinet du Premier ministre en poste pour préférer des avocats plus proches du parti libéral du Canada. Jody Wilson-Raybould, ministre de la Justice de fin 2015 au début 2019, confirme qu'elle a aussi subi de telles pressions pendant son mandat. Le ministre de la Justice en poste en 2020, David Lametti, nie ces allégations. « [...] toutefois, les libéraux utilisent un système où les contributions et activités partisanes des avocats en lice sont notées, où de nombreux membres de l’establishment libéral ont une influence sur les nominations et où le cabinet du premier ministre exerce un fort contrôle. »
En novembre 2020, l'Association du Barreau canadien (ABC), qui regroupe 36 000 avocats canadiens, « dénonce le processus fédéral de nomination des juges, affirmant que les nombreuses vérifications partisanes faites par le gouvernement ouvrent la porte « aux spéculations au sujet de l’ingérence politique ». » En effet, du personnel, supervisé par le parti libéral du Canada mais payé par les contribuables canadiens, vérifie les antécédents politiques des candidats. Le ministre de la Justice, David Lametti, défend le processus de nomination, indiquant se baser sur le mérite et rechercher une plus grande diversification parmi les magistrats nommés. Selon le président de l'ABC, le processus de vérification ralentit la vitesse de nomination et serait à la source d'une « crise de l’accès à la justice au Canada ».
À la mi-novembre 2020, le juge à la retraite Morris Fish est chargé d'examiner « tout le système de justice militaire », notamment sur « le traitement des affaires d'agression sexuelle et le traitement des victimes » qui ont provoqué des débats sur « sa légitimité, sa crédibilité et sa constitutionnalité ». La loi canadienne exige qu'un tel examen soit effectué à tous les dix ans. Un peu plus tard dans le même mois, l'organisme Democracy Watch avance que le processus de nomination des juges à la cour fédérale et à la Cour supérieure du Canada est trop fortement influencé par le ministre de la Justice, qui agit aussi comme procureur général du Canada. L'organisme a déposé une poursuite judiciaire et allègue que « [...] chaque province compte des comités consultatifs à la magistrature – dont les membres sont nommés par le ministre – chargés de soumettre une liste de candidats au ministre. À son tour, celui qui porte aussi le titre de procureur général transmet cette liste au conseil des ministres ainsi qu'aux députés de son parti ». En novembre, un avocat canadien a été nommé à un poste de juge, sa candidature ayant « fait l’objet de nombreuses tractations au gouvernement et a été soumis pour approbation au commissaire à l'éthique », car il a étudié avec David Lametti, ministre de la Justice du Canada en 2020, et qu'il a fait des dons à une organisation qui a soutenu l'élection de David Lametti.
En juillet 2025, la cour suprême du Canada, traduit les documents en français, depuis l'anglais, sur 150 ans de jugement rendus, par la cour suprême du Canada.